# Dennis Loline

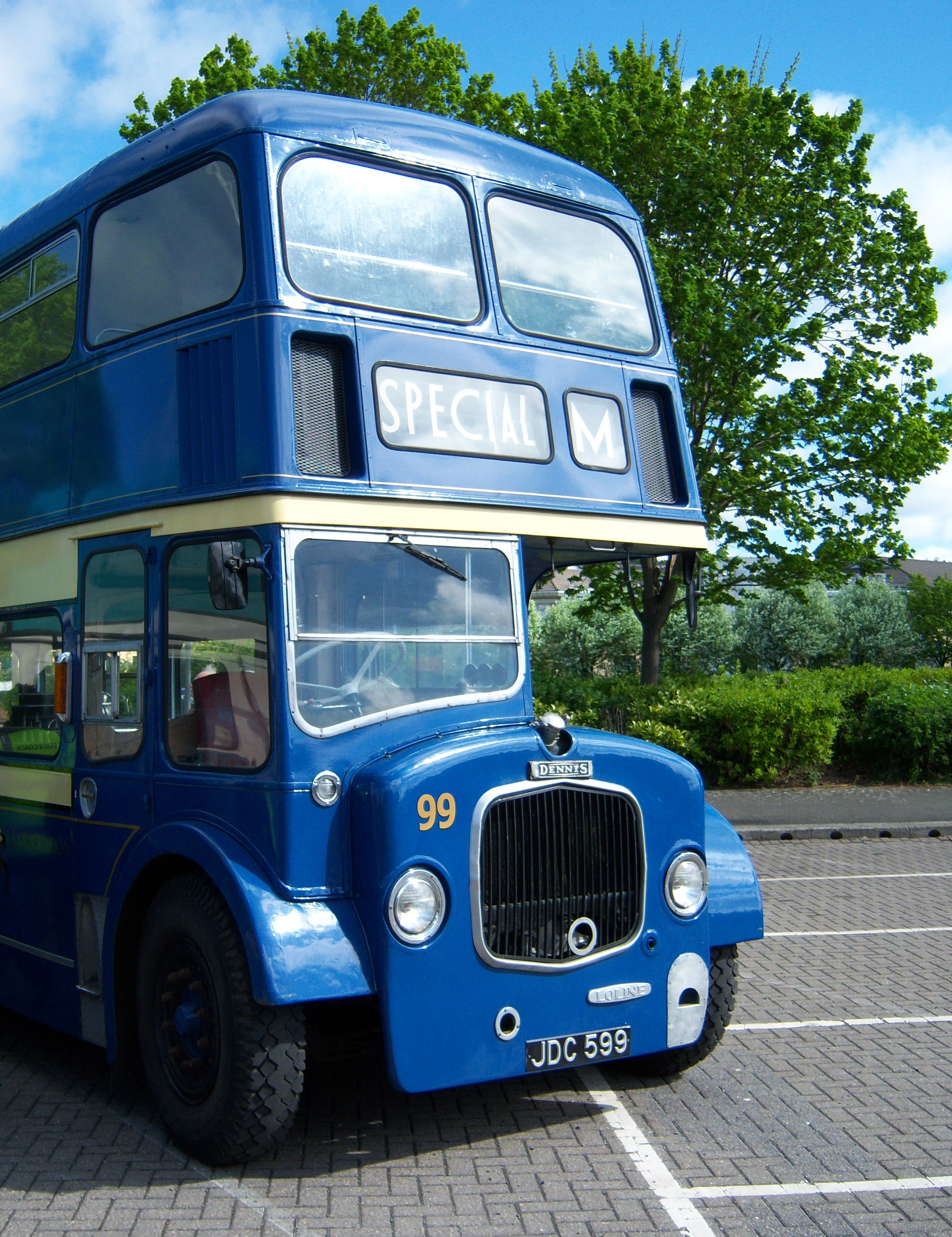
Dennis Loline I mit Aufbau von Northern Counties

Der Dennis Loline war ein Fahrgestell für Doppeldeckerbusse des britischen Nutzfahrzeugherstellers Dennis Brothers. Der Typ wurde von 1958 bis 1967 gebaut. Bei dem Bus handelt es sich um einen in Lizenz produzierten Bristol Lodekka.

## Hintergrund
Im Jahr 1948 wurde die Bristol Tramways & Carriage Company, der Hersteller des Lodekka, Bestandteil der infolge des Transport Act 1947 entstandenen staatlichen British Transport Commission, die neben Betreibern verschiedener Verkehrsbetriebe auch Hersteller von Aufbauten und Chassis für Busse umfasste. Bristol konnte die produzierten Fahrzeuge nur an die Tochterunternehmen der British Transport Commission verkaufen. Auch bei der Beschaffung von Baugruppen war man auf Töchter der British Transport Commission angewiesen. Um den Markt der privaten, kleineren Busunternehmen und die Exportmärkte für den Lodekka zu erschließen, vereinbarten Bristol und Dennis 1957 eine Lizenzproduktion des Lodekka bei Dennis. Bestandteil der Vereinbarung war auch die gegenseitige Unterstützung. So entwickelte Dennis ein neues Differentialgetriebe, das auch beim Lodekka zum Einsatz kam.

## Konstruktion
Der Dennis Loline I beruhte auf dem nahezu unveränderten Lodekka LD, jedoch kamen die Aufbauten von East Lance, Willowbrook und Northern Counties. Die Aufbauten des Lodekka wurden von den Eastern Coach Works, ebenfalls eine Tochter der British Transport Commission, hergestellt. Wie auch der Lodekka besaß der Loline einen Aufbau, der niedriger als der der Doppeldeckerbusse in Normalgröße war, um die problemlose Durchfahrt von Unterführungen in vielen Städten zu ermöglichen. Der erste Loline mit einem Aufbau von Northern Counties wurde auf der Earls Court Commercial Vehicle Show im Oktober 1958 vorgestellt. Charakteristisch für britische Busse dieser Zeit, besaß er ein halbseitig ausgeführtes Fahrerhaus, das einerseits eine gute Rundumsicht für den Fahrer, andererseits einen leichten Zugang zum vorn liegenden Motor ermöglichte.
Im Jahr 1958 folgte der Loline II. Bei ihm war der Aufbau als Frontlenker ausgeführt. Der Motor ragte in den Innenraum hinein. Dadurch konnte aber die Abwärme des Motors nicht mehr nach außen abgeführt werden und heizte den Innenraum des Busses auf. Die Busse bekamen den Spitznamen Sweaty Betties. Auf historischen Fotos ist der Loline II meist mit ausgestellter Windschutzscheibe auf der Beifahrerseite zu sehen. Der Loline II wurde vom Markt verdrängt, als der Daimler Fleetline in der niedrigen Ausführung erschien.
Beim 1961 erschienenen Loline III ging man wieder zum halbseitigen Fahrerhaus zurück. Der Einstieg wanderte wie schon beim Loline II vom Heck des Busses auf eine Position zwischen den Achsen. Neben East Lance, Willowbrook und Northern Counties fertigte jetzt auch Alexander Aufbauten für den Bus.
Angetrieben wurde der Bus normalerweise vom Gardner 6LW oder 6LX, einem Sechszylinder-Dieselmotor. Der 6LX war eine leistungsgesteigerte Version des 6LW mit 10,45 l Hubraum. Einige Betreiber ließen jedoch auch andere Motoren wie den AV470 von AEC oder den Leyland Leyland 0.600 einbauen. Als Getriebe fand ein manuell zu schaltendes Vierganggetriebe Verwendung. Die Aufbauten waren 30 Fuß lang und nutzten damit die damals geltende Längenbeschränkung für zweiachsige Busse voll aus.

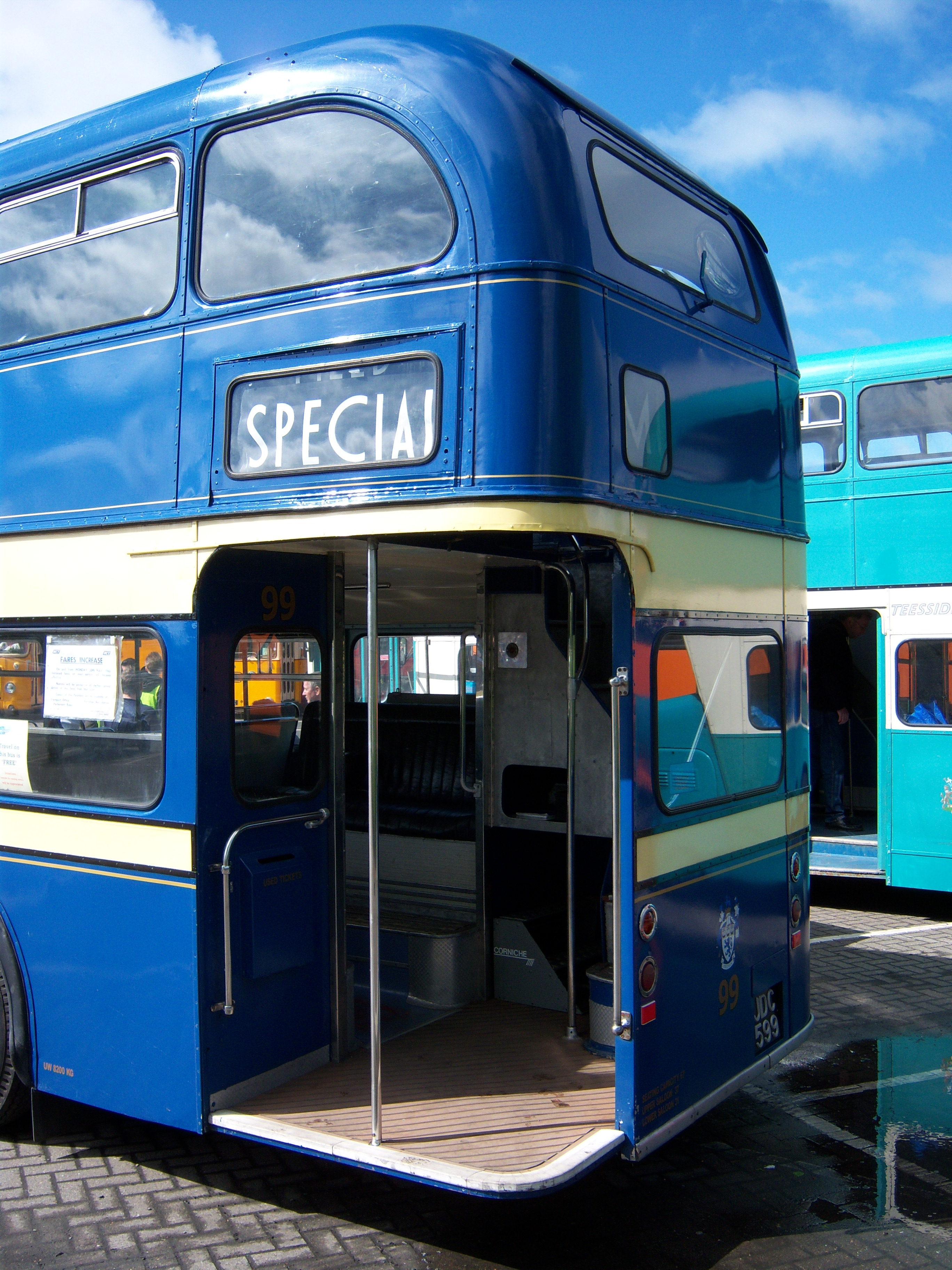
Dennis Loline I, Einstieg
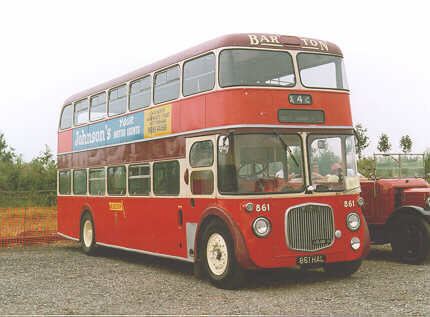
Dennis Loline II
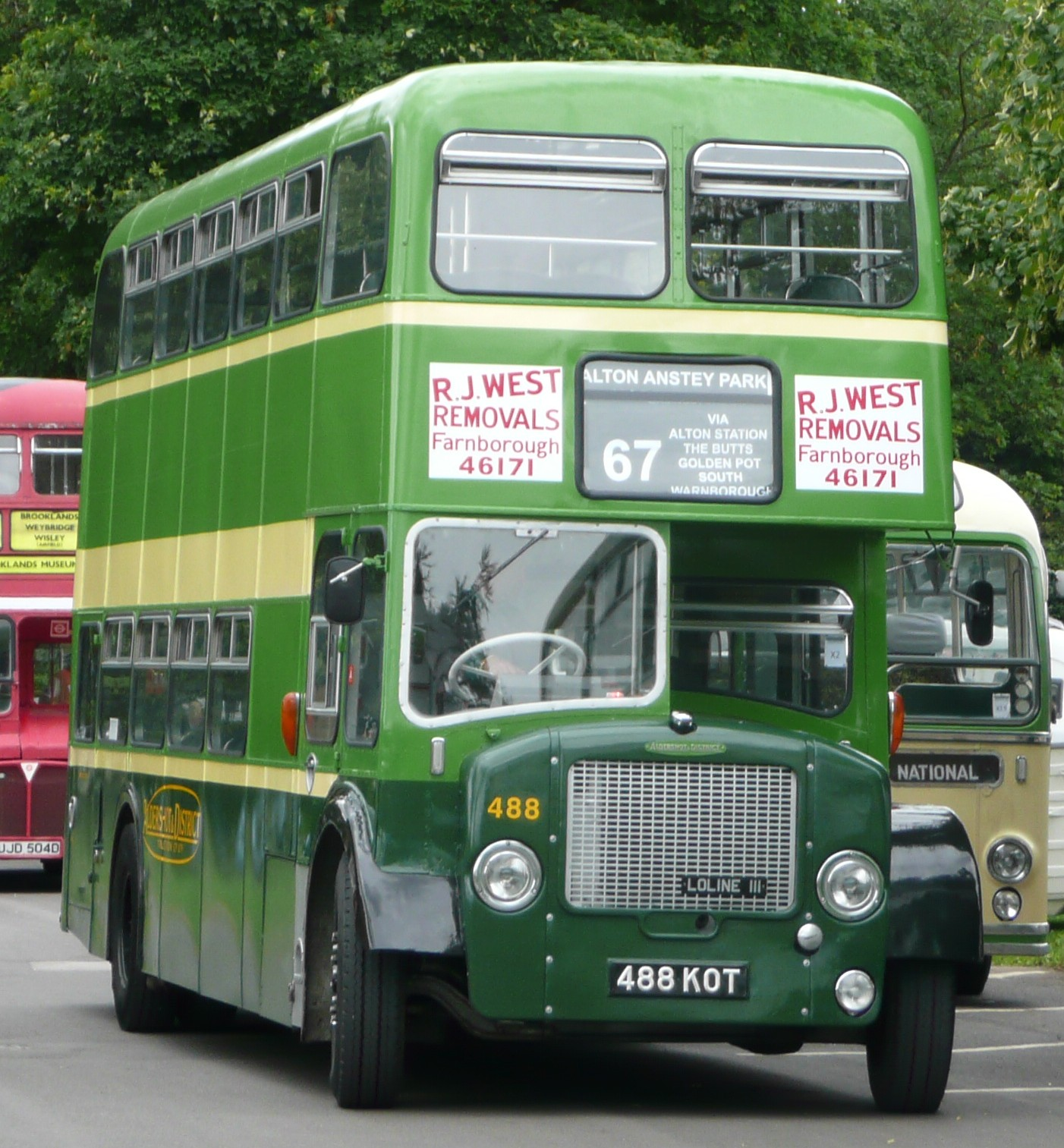
Dennis Loline III
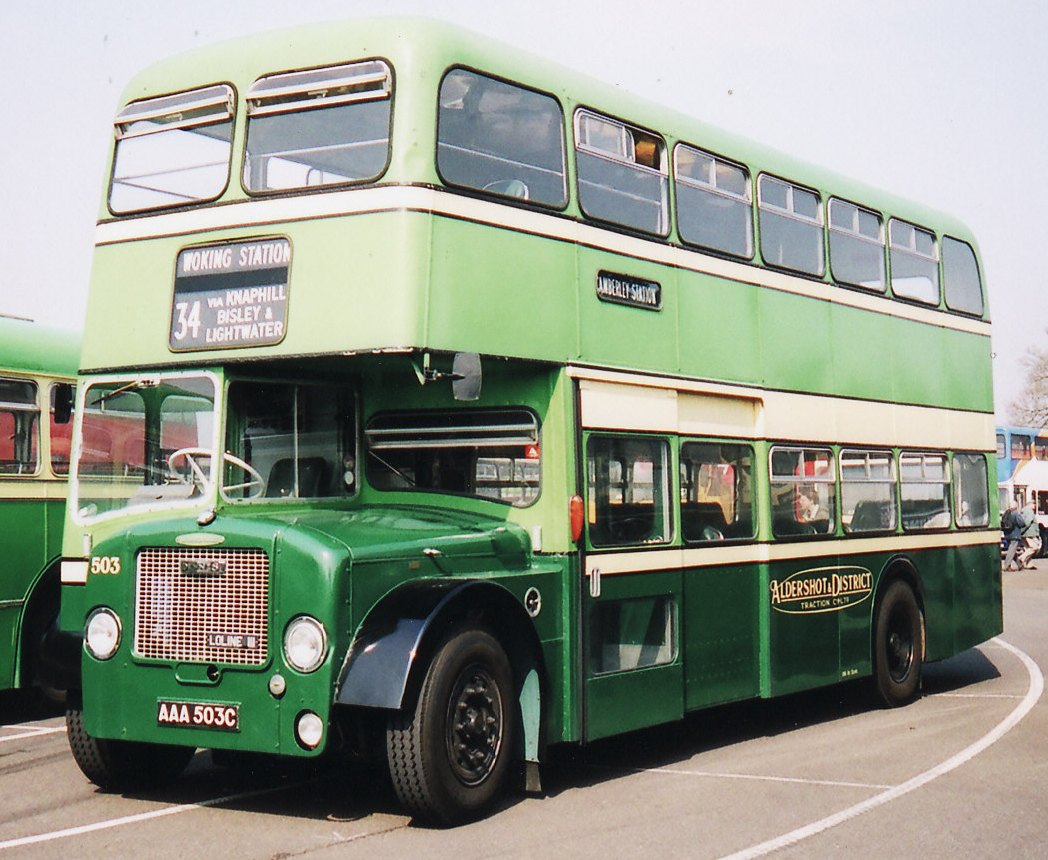
Dennis Loline III

## Nutzung
Der Loline konnte die Produktionszahlen des Lodekka nicht erreichen, da das angestrebte Marktsegment zu klein war. Größter Abnehmer waren Aldershot & District Traction in East Hampshire und West Surrey, die mehr als die Hälfte aller gebauten Loline abnahmen. North Western, Reading und Walsall  beschafften ebenfalls eine größere Anzahl, dazu kamen noch zahlreiche kleinere Unternehmen.
China Motor Bus in der damaligen britischen Kronkolonie Hongkong bestellte 1962 zwei Loline III. Der erste Loline wurde 1963 geliefert. Kurz nach der Anlieferung wurde die Schiebetür durch eine vierflügelige Falttür ersetzt. Offensichtlich war man mit dem Bus nicht zufrieden, da der zweite Bus abbestellt wurde. Dennoch blieb der Loline bei China Motor Bus bis 1978 im Dienst. Er war zugleich der erste Doppeldeckerbus, der auf Hong Kong Island zum Einsatz kam.
Die klassischen Doppeldeckerbusse mit Frontmotor wurden in den 1960er Jahren durch Busse mit hinten liegendem Motor wie den Daimler Fleetline verdrängt. Bei vorgegebener Länge boten sie mehr Platz für die Passagiere und einen flacheren und ebenen Boden des Passagierabteils, da die Baugruppen der Kraftübertragung nicht mehr am bzw. unter dem Rahmen angeordnet werden mussten. 